# Мочарник жовтогорлий
Моча́рник жовтогорлий (Certhiaxis cinnamomeus) — вид горобцеподібних птахів родини горнерових (Furnariidae). Мешкає в Південній Америці.

## Опис

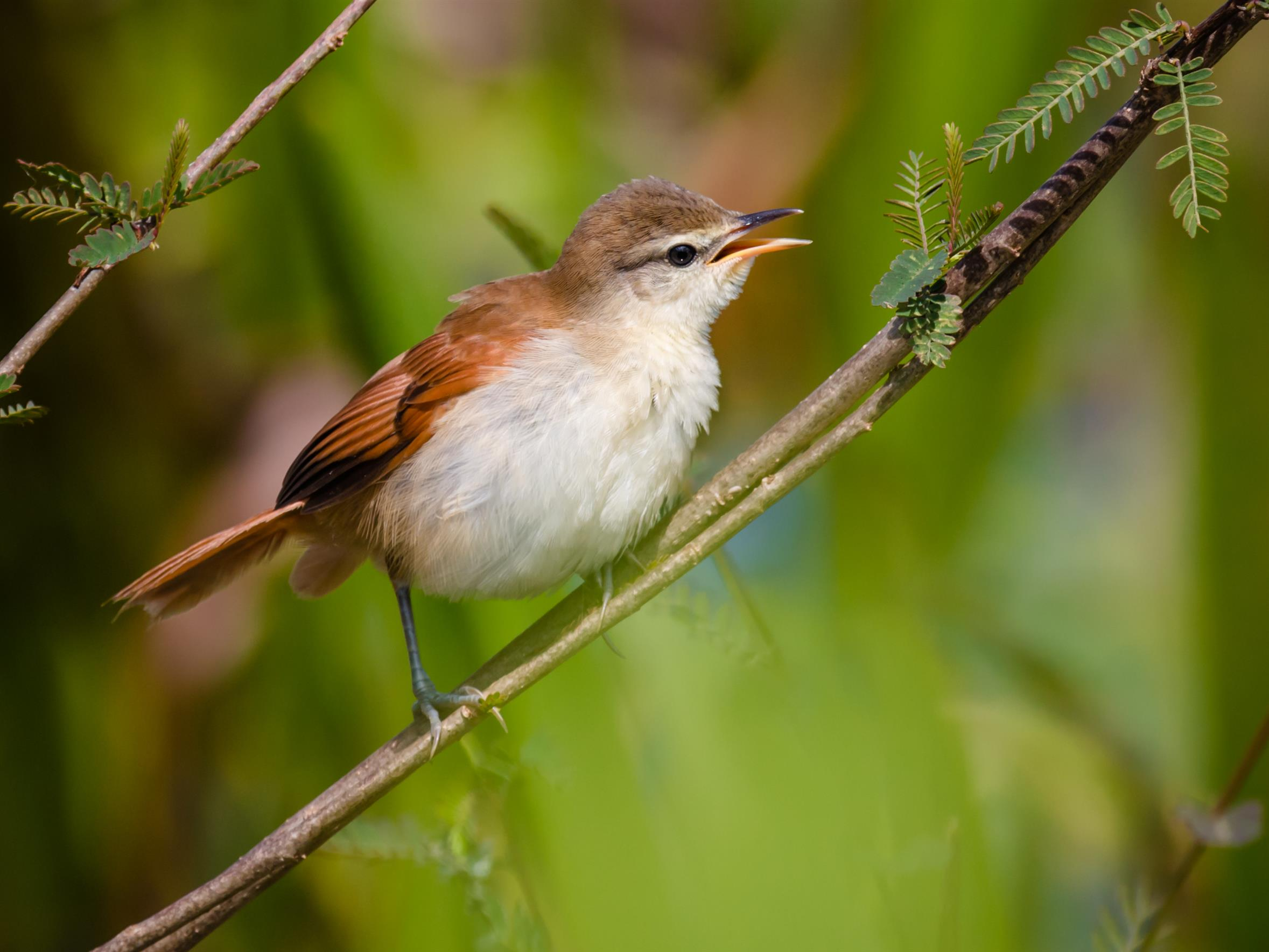
Жовтогорлий мочарник (Пантанал, штат Мату-Гросу, Бразилія)

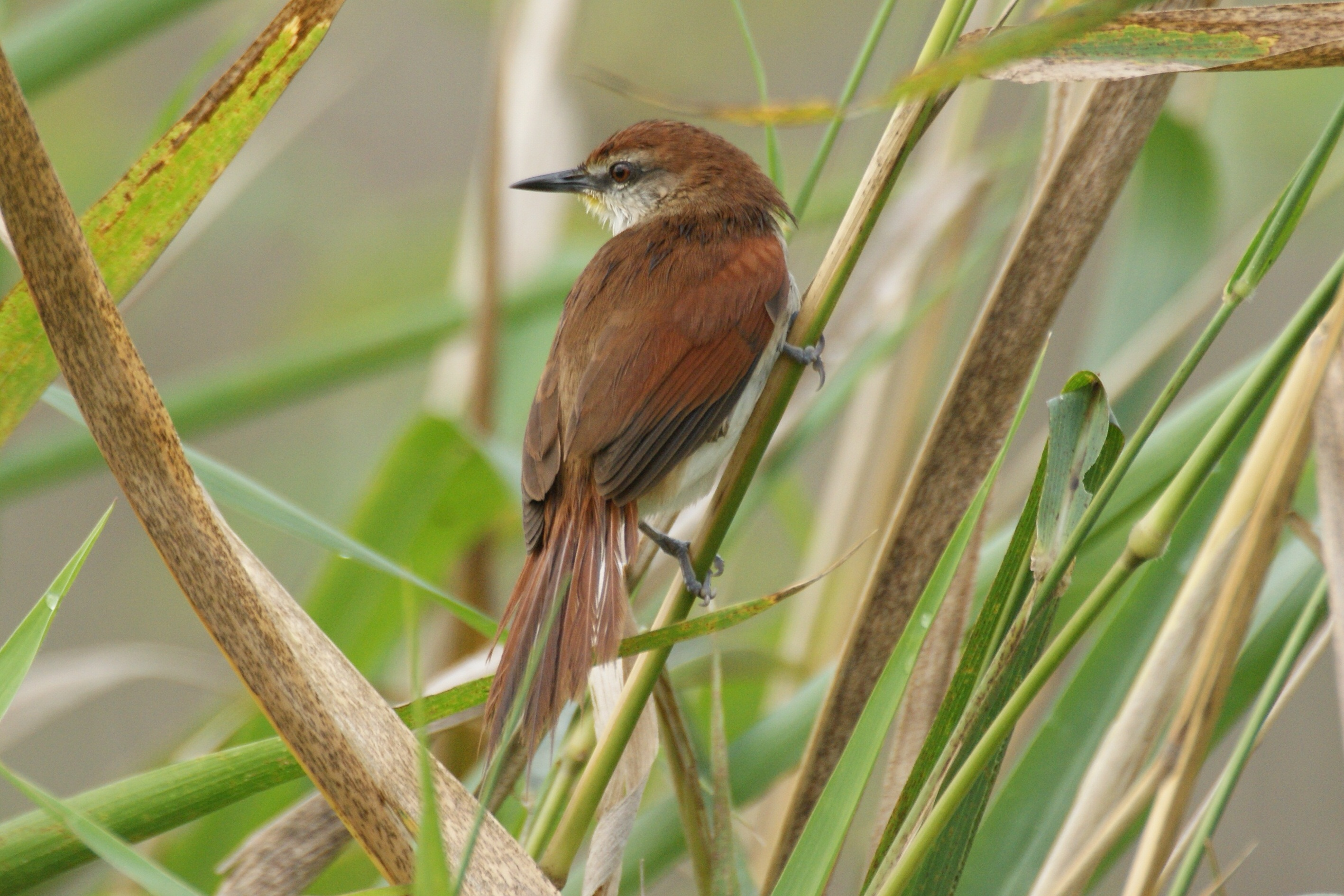
Жовтогорлий мочарник

Довжина птаха становить 15 см, вага 15 г. Голова і верхня частина тіла рудувато-коричневі, нижня частина тіла білувата, за винятком блідо-жовтого горла. Виду не притаманний статевий диморфізм.

## Підвиди
Виділяють вісім підвидів:
- C. c. fuscifrons (Madarász, 1913) — віднічна Колумбія (від Атрато на схід до перегір'їв Сьєрра-Невада-де-Санта-Марти, нижня течія Кауки, долина Магдалени);
- C. c. marabinus Phelps & Phelps Jr, 1946 — північно-східна Колумбія (північна Араука) і північно-західна Венесуела;
- C. c. valencianus Zimmer, JT & Phelps, 1944 — захід центральної Венесуели (від Лари, Португеси і Баринаса на схід до Арагуа і Гуаріко);
- C. c. orenocensis Zimmer, JT, 1935 — долина річки Ориноко у Венесуелі;
- C. c. cinnamomeus (Gmelin, JF, 1788) — північно-східна Венесуела (північ Сукре і Ансоатегі, Гвіана, північно-східна Бразилія (від Пари до північного Мараньяна), острів Тринідад;
- C. c. pallidus Zimmer, JT, 1935 — долина Амазонки на крайньому південному сході Колумбії, на крайньому північному сході Перу, в західній і центральній Бразильській Амазонія (на схід до горила Токантінса, також в нижній течії річок Ріу-Негру і Пурус);
- C. c. cearensis (Cory, 1916) — східна Бразилія (південний Мараньян, Піауї, Пернамбуку, північна Баїя);
- C. c. russeolus (Vieillot, 1817) — східна Болівія, південно-західна і центральна Бразилія (від центрального Мату-Гросу на схід до південної Баїї і на південь до Ріу-Гранді-ду-Сул), Парагвай, Уругвай і північна Аргентина (на південь до Сальти, північно-східної Кордови і північного Буенос-Айреса).

## Поширення й екологія
Жовтогорлі мочарники мешкають в Колумбії, Венесуелі, Гаяні, Суринамі, Французькій Гвіані, Бразилії, Болівії, Перу, Парагваю, Уругваї, Аргентині та на Тринідаді і Тобаго. Вони живуть в заростях на берегах річок, на болотах і в мангрових лісах, зустрічаються на висоті до 1000 м над рівнем моря. Живляться комахами, павуками, червами, молюсками та іншими безхребетними. Гніздо кулеподібне з вертикальним трубкоподібним входом, робиться з гілочок, розміщується в очеретяних або мангрових заростях. В кладці 3-4 зеленувато-білих або кремових яйця. Інкубаційний період триває 14-15 днів, пташенята покидають гніздо через 18 днів після вилуплення. Жовтогорлі мочарники іноді стають жертвами гніздового паразитизму тахете.